# ジョージ・ジェンセン
ジョージ・ジェンセン（Georg Jensen）はデンマークのコペンハーゲンに本社を置くジュエリーなどの装身具を製造販売している企業である。ナイフ研ぎ師を父に持つGeorg Arthur Jensenゲオルグ・イェンセン（1866年8月31日-1935年10月2日）により1904年に設立された。

## ゲオルグ・イェンセン
創業者。14歳のときに銀細工を学び始める。18歳のときにアンデルセン金細工ギルドの見習いを終え、自らの芸術的な表現を追求しはじめた。デンマーク王立芸術アカデミーで小さい頃からの夢であった彫刻を学んだ。1892年に卒業すると制作物を展示し始める。好ましい評価を得たが芸術家として身を立ててゆく厳しさを感じたため工芸という応用芸術への転身を決断した。en:Bing & Grøndahlという陶器制作所でモデラとして働き始め、1898年には自らの小さな瀬戸物屋を開く。評価はまたしても上々ではあったものの、このときには妻と死別しており、小さな息子二人を支える生計には不十分であった。
1901年に陶器制作を放棄し銀細工師兼デザイナーとして働き始める。1904年に私財を投げ打って自らの名前を冠するブランドを立ち上げる。銀細工と彫刻というややかけ離れた分野を背景に持つ彼はそれらをかけあわせ、当時大流行していたアール・ヌーヴォー風の作品群は人気を得、コペンハーゲン本店は拡張し、1920年代終わり頃にはパリ、ロンドン、ベルリン、ニューヨークに支店を構えるほどに成長した。やがてデンマーク王室とスウェーデン王室御用達として採用された。

## 創業者以後
1935年にイェンセンが没した後も芸術的な表現とクラフツマンシップの融合を基盤としたスタイルは継承された。イェンセン本人はアール・ヌーヴォー的な表現を構築したが、新たな表現にも寛容であり、それにつれてブランドの表現手法も少しずつ時代の流れにあわせ変遷している。
日本では東京・日比谷の帝国ホテルが1983年に竣工させたインペリアル・プラザに日本第一号店をオープン。以後は各地に直営店とインショップを交互に展開している。
また2006年にはビバリーヒルズのロデオ・ドライブに世界最大規模のジュエリーショップをオープンさせている。デザインは建築家の安藤忠雄。
かつて髙島屋がスポンサーであった2003年3月まではMBS制作・TBS系全国ネットの皇室報道番組「皇室アルバム」でCMが放映されていた（高島屋では主要都市の店舗内に同社のショップと直営店がある）。
なお同社はジュエリーのみならず、食器や時計といった一般的な生活雑貨品も生産している。（ステンレス製のカトラリー、雑貨類はインテリアのセレクトショップで販売されている。）
シルバージュエリーでは珍しく、過去に販売していた商品にプレミアがついて通常価格より高めに取引されている。

## ブランドサイン
1894年に"GJ"をブランドのサインとして使いはじめ、1899年頃から頻繁に刻印し始めた。殆どの場合その横に年号が刻まれている。

### イェンセンによるもの

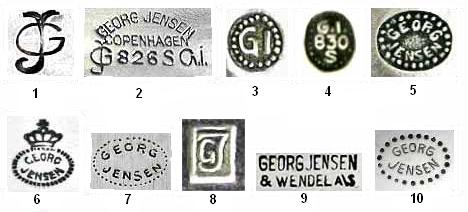
1. 1904 - 1908
2. 1909 - 1914
3. 1910 - 1925
4. 1915 - 1930
5. 1915 - 1927
6. 1925 - 1932
7. 1930-1939にエングレービングとして
8. 1933 - 1944
9. 1945 - 1951にコペンハーゲンで売られた品
10. 1945–

### イェンセン以外のデザイナーによるもの

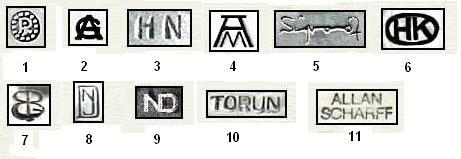
1.Johan Rohde (1856-1935)
2.Gundorph Albertus (1887-1970)
3.Harald Nielsen (1892-1977)
4.Arno Malinowski (1899-1976)
5.Sigvaard Bernadotte (1907-2002)
6.Henning Koppel (1918 - 1981)
7.Bent Gabrielsen (1928)
8.Nanna en Jorgen Ditzel
9.Nana Ditzel (1923-2005)
10.Vivianna Torun Bulow-Hube (1927-2004)
11.Allan Scharff (1940)